# Габрусевич Іван Северинович
Іван Северинович Габрусевич (також Ґабрусевич; псевдо: «Гребелька», «Джон», «Зубр», «Іртен», «Северко»; 1902, с. Вільховець, Бережанський повіт, Королівство Галичини та Володимирії — 16 травня 1944, Заксенгаузен, Третій Рейх) — 4-й крайовий провідник ОУН на західно-українських землях (06.1931—03.1932).

## Життєпис
Народився на Галичині в родині священика. Дитинство минуло у селі Годів, нині Зборівська міська громада, Тернопільський район, Тернопільська область.
Закінчив філологічний факультет Львівського університету (1931). Член ОУН (1929), керівник підреферентури Юнацтва ОУН Крайової Екзекутиви. Створив нелегальну мережу молодіжних націоналістичних груп та організацій для акцій непокори властям; редактор журналу «Юнак». Член Пласту у Львові.
Від липня 1931 — крайовий провідник ОУН на західно-українських землях (ЗУЗ).

### Діяльність у Німеччині та Австрії
Від 1934 — в Берліні (Німеччина) та Відні (Австрія). Член Проводу ОУН, керівник його референтури ідеологічного вишколу.
У 1938 році ОУН отримала у для своїх потреб замок поблизу села Зауберсдорф у районі Вінер-Нойштадту (Австрії) на південь від Відня. За спогадами одного з діячів ОУН Зиновія Книша:
|  | ОУН винайняла цей будинок майже за безцінь, для наших цілей надавався він прекрасно: вигідно приміщалася в ньому добра сотня людей, а то й більше, оточений високим муром, не видно, що діється всередині, положений у глухому селі, здаля від битого шляху, але не занадто далеко від Відня. Чудове місце на різні курси, вишколи, всяку конспіраційну роботу. |

У цьому замку члени ОУН отримали змогу пройти початковий військовий вишкіл. За спогадами учасника вишколу Євгена Стахіва, він містив у собі «теоретичні військові справи, трохи стратегії, міжнародної політики», а також лекції з націоналістичної ідеології, які проводив Іван Габрусевич («Джон»).
Був делегатом ІІ Конференції ОУН у Кракові в лютому 1940 р.

### Стосунки з П. Судоплатовим
В його кімнаті (приміщення Українського бюра на Мекленбурзькій вулиці) мешкав П. Судоплатов під час перебування у Берліні. Був присутній на першій зустрічі («сходини») членів ОУН з П. Судоплатовим. Мав конфлікти з ним, одного разу назвав його «большевиком».

### Друга світова війна
Займався організаційною роботою для проголошення 30 червня 1941 Акту відновлення Української держави у Львові. 15 вересня того ж року Габрусевича заарештувало ґестапо; загинув у концтаборі Заксенгаузен.